# Italia en los Juegos Olímpicos de Lillehammer 1994
Italia estuvo representada en los Juegos Olímpicos de Lillehammer 1994 por un total de 104 deportistas que compitieron en 11 deportes.  
La portadora de la bandera en la ceremonia de apertura fue la esquiadora alpina Deborah Compagnoni.

## Medallistas
El equipo olímpico italiano obtuvo las siguientes medallas:
| Nombre                                                             | Deporte                              | Competición         |
| ------------------------------------------------------------------ | ------------------------------------ | ------------------- |
| Oro                                                                |                                      |                     |
| Deborah Compagnoni                                                 | Esquí alpino                         | Eslalon gigante F   |
| Manuela Di Centa                                                   | Esquí de fondo                       | 15 km F             |
| Manuela Di Centa                                                   | Esquí de fondo                       | 30 km F             |
| Maurilio De Zolt Marco Albarello Giorgio Vanzetta Silvio Fauner    | Esquí de fondo                       | 4 × 10 km M         |
| Kurt Brugger Wilfried Huber                                        | Luge                                 | Doble M             |
| Gerda Weissensteiner                                               | Luge                                 | Individual F        |
| Maurizio Carnino Orazio Fagone Hugo Herrnhof Mirko Vuillermin      | Patinaje de velocidad en pista corta | 5000 m relevos M    |
| Plata                                                              |                                      |                     |
| Alberto Tomba                                                      | Esquí alpino                         | Eslalon M           |
| Manuela Di Centa                                                   | Esquí de fondo                       | 5 km F              |
| Manuela Di Centa                                                   | Esquí de fondo                       | 10 km F             |
| Hansjörg Raffl Norbert Huber                                       | Luge                                 | Doble M             |
| Mirko Vuillermin                                                   | Patinaje de velocidad en pista corta | 500 m M             |
| Bronce                                                             |                                      |                     |
| Günther Huber Stefano Ticci                                        | Bobsleigh                            | Doble M             |
| Isolde Kostner                                                     | Esquí alpino                         | Descenso F          |
| Isolde Kostner                                                     | Esquí alpino                         | Supergigante F      |
| Marco Albarello                                                    | Esquí de fondo                       | 10 km M             |
| Silvio Fauner                                                      | Esquí de fondo                       | 15 km persecución M |
| Stefania Belmondo                                                  | Esquí de fondo                       | 10 km persecución F |
| Bice Vanzetta Manuela Di Centa Gabriella Paruzzi Stefania Belmondo | Esquí de fondo                       | 4 × 5 km F          |
| Armin Zöggeler                                                     | Luge                                 | Individual M        |